# Borowa
Borowa è un comune rurale polacco del distretto di Mielec, nel voivodato della Precarpazia.
Ricopre una superficie di 55,47 km² e nel 2005 contava 5 619 abitanti.